# العلاقات السعودية التركية
تمتعت السعودية وتركيا بعلاقة اقتصادية ودية وقوية، ولكن لديها حاليا علاقة دبلوماسية وسياسية متوترة وغير مستقرة.
المملكة العربية السعودية لديها سفارة في أنقرة وقنصلية عامة في إسطنبول، وتركيا لديها سفارة في الرياض وقنصلية عامة في جدة. كلا البلدين عضوان في منظمة التجارة العالمية ومنظمة التعاون الإسلامي. وفقا لاستطلاع الرأي العالمي بيو لعام 2013، فإن الأتراك يحملون وجهة النظر الأكثر سلبية إلى المملكة العربية السعودية من أي بلد مسلم تم مسحه، حيث أعرب 26% عن وجهة نظر إيجابية و53% يعبرون عن وجهة نظر غير مواتية.

## التاريخ
الأسرة الهاشمية الحاكمة في الحجاز بايعوا السلطان العثماني في عام 1517 بعد الغزو العثماني لمصر، ووضع المدن المقدسة مكة والمدينة تحت الحماية العثمانية حتى الثورة العربية في عام 1916 عندما طردهم الشريف حسين من مكة بمساعدة بريطانيا. كما أن العثمانيين كانوا في صراع مع آل سعود، الدولة السعودية الأولى التي أدت إلى الحرب العثمانية السعودية. أعدم العديد من القادة السعوديين في إسطنبول أو قتلوا خلال الحرب.

### التاريخ الحديث
بدأت العلاقات بين تركيا والسعودية في عام 1932، بعد إنشاء المملكة العربية السعودية الجديدة. تدهورت العلاقات في التسعينات عندما انحازت المملكة إلى جانب سوريا في العديد من النزاعات مع تركيا المجاورة.
الرياض تدين الإخوان المسلمين كمنظمة إرهابية ودعمت الانقلاب العسكري القاسي في مصر ضدها في عام 2013. من ناحية أخرى، أدانت أنقرة الانقلاب وألقت الكثير مع الإخوان، مما جعل إسطنبول عاصمة المعارضين العرب، وخاصة أولئك المتحالفين مع الإخوان.
في أكتوبر 2014، نجحت المملكة العربية السعودية في حملة ضد محاولة تركية للحصول على عضوية غير دائمة في مجلس الأمن التابع للأمم المتحدة، بسبب معارضة السعودية للموقف التركي بشأن الإخوان المسلمون.
بسبب الأزمة الدبلوماسية القطرية منذ عام 2017، تواجه العلاقة بين تركيا والمملكة العربية السعودية مشاكل، حيث تدعم تركيا قطر ضد المملكة العربية السعودية في النزاع الدبلوماسي المستمر.
جادل نيكولاس جيه فيرزلي من مجلس المعاشات التقاعدية العالمي بأن الحكومة التركية سعت إلى استخدام الأزمة لصالحها، من خلال دفع جدول أعمال عثماني جديد توسعي على حساب مجلس التعاون الخليجي.
ردا على ذلك، هددت المملكة العربية السعودية بفرض عقوبات على تركيا، وأجرت مناقشات مع الإمارات العربية المتحدة بشأن موضوع الحد من "السياسة التوسعية التركية". وفي المقابل، أتهم الرئيس التركي رجب طيب أردوغان السعودية بأنها غير إسلامية ومهرطقة. وعلاوة على ذلك، نشرت تركيا قوات للدفاع عن حكومة قطر ضد محاولة انقلاب من جانب السعودية والإمارات العربية المتحدة.
في 1 مارس 2018، توقفت قنوات إم بي سي السعودية عن بث المسلسلات التركية المدبلجة إلى العربية لتحقيق المصلحة العربية العليا.
في مارس 2018، أشار ولي العهد السعودي محمد بن سلمان إلى تركيا كجزء من "مثلث الشر" إلى جانب إيران والإخوان المسلمين.
في أغسطس 2018، دعمت تركيا السعودية في نزاعها مع كندا، ورفضت الإجراءات الكندية "كشكل من أشكال التدخل في الشؤون الداخلية لبلدان أخرى".
في 2 أكتوبر 2018، قُتل الصحفي السعودي وكاتب صحيفة واشنطن بوست جمال خاشقجي في القنصلية السعودية في إسطنبول. وقد زُعم على نطاق واسع أنه قتل على يد الحكومة السعودية، بما في ذلك أردوغان، على الرغم من أنه امتنع عن انتقاد السعودية مباشرة، وبدلاً من ذلك اقترح أن اللوم يقع على ولي العهد محمد بن سلمان.
وبعد الحادث، رفض الأمير محمد فكرة حدوث خلاف مع تركيا، قائلا ان "الكثير منهم يحاولون دق إسفين بين السعودية وتركيا. ... لن يستطيعوا فعل ذلك طالما هناك ملك سلمان ومحمد بن سلمان والرئيس أردوغان".
بعد مرور شهر تقريبا على مقتل خاشقجي، أتهم أردوغان الحكومة السعودية مباشرة بقتل الصحفي. وقال أردوغان: "نعرف ان أمر قتل خاشقجي جاء من أعلى المستويات في الحكومة السعودية". وقال أيضا إن "سادة الدمى وراء مقتل خاشقجي" سوف ينكشفون. ويعتقد ياسين أكتاي، وهو أحد كبار المسؤولين والمستشارين الأتراك لأردوغان، أن جثة خاشقجي تم تذويبها في حامض بعد تقطيعها إلى أجزاء منه. قال: "السبب في تمزيق جثمان خاشقجي هو حل رفاته بسهولة أكبر. والآن نرى أنهم لم يقطعوا جسده فحسب بل أبخروه أيضا".
مسلسل ممالك النار، الذي بثته إم بي سي في عام 2019، تم تمويله جزئيًا من قبل المملكة العربية السعودية، فاقم تصوير الأتراك العثمانيين على أنهم أناس عنيفون وعديمو الرحمة وغير متحضرين. وقد أثار ذلك انتقادات في تركيا.
في فبراير 2020، اتهم وزير الدولة للشؤون الخارجية السعودي عادل الجبير تركيا بتمويل ورعاية "الميليشيات المتطرفة" في الصومال وليبيا وسوريا، كما تحركت المملكة العربية السعودية لحجب جميع المواقع التركية في المملكة العربية السعودية. وردا على ذلك، أعلنت أنقرة أنها ستحجب جميع المواقع السعودية والإماراتية في البلاد.